# 高良くんと天城くん
『高良くんと天城くん』（たからくんとあまぎくん）は、はなげのまいによる日本のボーイズラブ漫画。略称は高天（たかあま、たかてん）。本ページでは、世界観を共有する同作者の別タイトル『兄貴の友達』（あにきのともだち）も併せて解説する。
Pixivで投稿していた漫画が人気を集め、『高良くんと天城くん』は「ダ・ヴィンチWeb」で連載することになった。2024年4月現在、累計が80万部を突破している。
「第13回 BLアワード2022」次に来るBL部門で2位を受賞。
2025年5月に、ダ・ヴィンチWebから「カドコミ」へ連載サイトが移行した。

## あらすじ

### 高良くんと天城くん
明るさが取り柄の高校生・天城太一は、同じクラスで一軍男子の高良瞬とたまたま同じになった環境委員の活動をしていた。そのとき何気なく口をついて出てしまった「好きだな」の言葉に、天城は高良への恋心を自覚してしまう。自分でもその事に驚くが、意外にも「付き合ってみるか」と高良が返したことにより、付き合うことになった。しかしたまたま立ち聞きしてしまった高良が女生徒からされた告白への返答や、高良の対応の素っ気なさ、一度も「好きだ」と言われていないことなどから、天城はぐるぐると考え込んでしまい、距離を置こうとする。だが実は高良の方が自ら同じ委員会を選んで、出来るだけ近くにいたいと思う程天城の事が好きだったため、あらためて「好きだ」と伝え、2人は正式に付き合うことになった。
正式なカップルとなった後も表情を変えずも内心天城を溺愛する高良と、明るく振舞うがすぐ思考の沼に落ちてしまう天城は、友達を巻き込みながら、お互い言葉足らずな高校生活もといカップル生活を繰り広げていく。

### 兄貴の友達
高校1年生の田中優也は、高良の友人で兄の田中隼人が家に連れてくる友達や恋人から面倒な絡まれ方をされ続け、家に居る時は部屋に籠って関わらないようにしていた。ある日、兄の部屋から壁越しに聞こえてきたのは、兄の友人のものとは思えない、自身の恋愛スタンス「好きな人と両想いになりたい」と合致する意見だった。時間が経ち、友人の声がしなくなったところで電子辞書を借りに行くと、そこには兄ではなく友人の柿本健が居た。ノックをせずに入ったことを謝って「はじめまして」と挨拶をすると、「はぁ。」と溜息をつかれてしまい、やはり兄の友人は信用ならないことを再確認した優也だったが、何度か会話していくうちに柿本への印象を改めていく。そんな中、突然柿本にキスされたことから、優也は恋心を自覚し、柿本の好きな人が誰なのかを思い悩むことになる。

## 登場人物
声の項目は、ボイスコミック、ドラマCDでの担当声優。

### 高良くんと天城くん

#### 主要人物
高良瞬（たから しゅん）
声：前田誠二
一軍男子の雰囲気イケメン、高校2年生。誕生日は4月20日。愛称は「たかちー」。2年生で新しいクラスになった時に天城の事を好きになり片思いを拗らせていたが、恋人同士になった今もそれが続いている。表情筋があまり動かず感情が顔に出ることが少ないが、大切な相手に対しての愛情はとても深い。
天城太一（あまぎ たいち）
声：佐藤元
地味だがいつも笑顔で明るい、高校2年生。誕生日は7月16日。愛称は「あまりん」。天然で無自覚に高良を振り回している。複雑な家庭環境で育ち、小学生の頃にいじめられていた過去から自己評価が低く思考の上下が激しい。だが、だんだんと高良からの愛情を素直に受け入れられるようになってきている。

#### 友人たち
田中隼人（たなか はやと）
声：合田葵
高良の友達。優也の兄。ノリが良く、すぐに彼女が変わると言われるほどの女好きで、高校に入学してから付き合った彼女の数は二桁を超えている。過去に一度だけ、本気で好きになった女子がいる。
香取康介（かとり こうすけ）
声：佐藤拓也
天城の友達。小学校の頃からの付き合いで、天城からは「心の友」と呼ばれるほど信頼されている。初期の頃から高良と天城の関係を知る希少な人物。年上の彼女がいる。
山崎聡（やまざき さとる）
声：子安光樹
天城の友達。天城のことを可愛いと思っており、よく懐いている。逆に香取へは当たりが強い。愛称は「ザッキー」。
瀬川拓海（せがわ たくみ）
声：小林千晃
高良の友達。クラス一綺麗な顔をしていると言われているが、性格と口が悪い。2年になってから1年の頃より高良達と絡まなくなった。
池上（いけがみ）
天城の友達。一軍達を怖がっており、友人の天城が高良と普通に会話出来ているのを、いつも不思議に思っている。
土井（どい）
高良・天城と同じクラスの女子。何度か田中隼人にアタックして振られている。
りん
高良・天城と同じクラスの女子。学年のマドンナ。高良に気があり、恋人がいるのを知りつつ積極的にアプローチしている。

### 兄貴の友達

#### 主要人物
柿本健（かきもと けん）
声：熊谷健太郎
高校2年生。田中隼人の友達。田中家に遊びに来る仲間内では唯一B組。
田中優也（たなか ゆうや）
声：土田玲央
高校1年生。年子の兄である隼人とは気が合わない。兄とは別の高校に通う。兄の友人からは「田中弟」（たなかおとうと）と呼ばれている。

## 書誌情報
- はなげのまい『高良くんと天城くん』KADOKAWA〈キトラコミックス〉、既刊7巻（2024年12月3日現在）
  1. 「1巻」2021年2月17日発売[7][8]、ISBN 978-4-04-604901-8
  2. 「1.5巻」2021年11月17日発売[9]、ISBN 978-4-04-605513-2
  3. 「2巻」2022年4月20日発売[10]、ISBN 978-4-04-605315-2
  4. 「3巻」2023年1月25日発売[11]、ISBN 978-4-04-606078-5
  5. 「4巻」2023年10月4日発売[12]、ISBN 978-4-04-606379-3
  6. 「5巻」2024年4月20日発売[13]、ISBN 978-4-04-606710-4
  7. 「5.5巻」2024年12月3日発売[14]、ISBN 978-4-04-607283-2
- はなげのまい『兄貴の友達』KADOKAWA〈キトラコミックス〉、全3巻
  1. 2021年7月21日発売[15]、ISBN 978-4-04-605367-1
  2. 2022年7月21日発売[16]、ISBN 978-4-04-605851-5
  3. 2023年7月20日発売[17]、ISBN 978-4-04-606155-3
- はなげのまい『兄貴の友達 僕らのおうち』KADOKAWA〈キトラコミックス〉、2024年4月20日発売[13]、ISBN 978-4-04-606682-4

## ドラマCD
フロンティアワークスよりドラマCDが発売された。
- 『高良くんと天城くん』限定版　2024年11月27日発売　品番：MFCZ-2003
- 『高良くんと天城くん』通常版　2024年11月27日発売　品番：MFCZ-2004

## イベント
表記の無いものは『高良くんと天城くん』のタイトルのもの。
交通広告
- JR池袋駅 オレンジロードスペシャルシート
  - 2022年3月28日 - 4月3日

- 東急東横線渋谷ビッグ8・阪急全線 ドア横ポスター
  - 2022年8月15日 - 21日

- パノラマ池袋A
  - 2023年3月6日 - 12日

- 阪急大阪梅田駅2階連絡通路
  - 2023年10月2日 - 8日

- JR船橋駅
  - 2024年4月20日 - 5月10日

「兄貴の友達2巻」発売記念グラッテ コラボ
- 2022年7月19日 - 9月4日

Gratteコラボ
- 2023年1月23日 - 2月26日

高良くんと天城くん＆兄貴の友達 POP UP SHOP
- AKIBA FAN CUBE
  - 2023年4月7日 - 5月1日

ZOZOTOWN in西千葉DAYS
- ZOZOSTUDIO
  - 2023年8月18日 - 31日

高良くんと天城くん＆兄貴の友達 POP UP SHOP in OIOI
- マルイシティ横浜
  - 2023年10月14日 - 22日

『高良くんと天城くん』『兄貴の友達』みんなと一緒に文化祭にいこう！キャンペーン
- ところざわサクラタウン
  - 2023年11月18日・19日

JOYSOUND直営店コラボキャンペーン
- JOYSOUND直営店
  - 2024年3月14日 - 6月13日

はなげのまい先生「高良くんと天城くん／兄貴の友達」コラボカフェ at マンガ展
- マンガ展 池袋・マンガ展 大阪
  - 2025年3月4日 - 23日・5月16日 - 6月1日

## テレビドラマ
2022年（令和4年）7月14日、テレビドラマ化すること、および佐藤新（IMPACTors）と織山尚大（少年忍者）の2人が主演を務めることが発表された。同年8月19日（18日深夜）から10月14日（13日深夜）まで、毎日放送の「ドラマシャワー」枠にて放送。

### キャスト
- 高良瞬 - 佐藤新（IMPACTors / ジャニーズJr.）[33]
- 天城太一 - 織山尚大（少年忍者 / ジャニーズJr.）[33]
- 田中 - 小宮璃央[34]
- 香取 - 鈴木康介[34]
- 山崎 - 那須泰斗[34]
- 瀬川 - 坂井翔[34]
- 土井 - 坂口風詩[34]

### スタッフ
- 脚本 - 吉野主[33]
- 監督 - 吉野主[33]
- 音楽 - 小内喜文、渡辺亮希[33]
- オープニング主題歌 - Sano ibuki「twilight」[35]
- エンディング主題歌 - 中山優馬「Squall」[36]
- 企画プロデューサー - 東香瑠
- 制作プロダクション - ビデオプランニング[33]
- 製作 - 「高良くんと天城くん」製作委員会、毎日放送[33]

### 放送日程
| 話数   | 放送日   |
| ------ | -------- |
| 第1話  | 08月19日 |
| 第2話  | 08月26日 |
| 第3話  | 09月02日 |
| 第4話  | 09月09日 |
| 第5話  | 09月16日 |
| 第6話  | 09月30日 |
| 第7話  | 10月07日 |
| 最終話 | 10月14日 |

### 放送局
| 放送期間                 | 放送時間                     | 放送局             | 対象地域   | 備考           |
| ------------------------ | ---------------------------- | ------------------ | ---------- | -------------- |
| 2022年8月19日 - 10月14日 | 金曜 1:00 - 1:30（木曜深夜） | テレビ神奈川       | 神奈川県   | 29分先行放送。 |
|                          | 金曜 1:29 - 1:59（木曜深夜） | 毎日放送           | 近畿広域圏 | 製作局         |
| 2022年8月24日 - 10月19日 | 水曜 0:30 - 1:00（火曜深夜） | 群馬テレビ         | 群馬県     |                |
| 2022年8月25日 - 10月20日 | 木曜 1:00 - 1:30（水曜深夜） | とちぎテレビ       | 栃木県     |                |
|                          | 木曜 23:00 - 23:30           | テレビ埼玉         | 埼玉県     |                |
|                          |                              | 千葉テレビ         | 千葉県     |                |
| 2022年10月9日 - 11月27日 | 日曜 1:28 - 1:58（土曜深夜） | チューリップテレビ | 富山県     | [ 39 ]         |

| 毎日放送 ドラマシャワー | 毎日放送 ドラマシャワー | 毎日放送 ドラマシャワー |
| 前番組                  | 番組名                  | 次番組                  |
| ----------------------- | ----------------------- | ----------------------- |
| 先輩、断じて恋では      | 高良くんと天城くん      | 永遠の昨日              |